# Magaye Gueye
Pour les articles homonymes, voir Gueye.
Magaye Gueye, né le 6 juillet 1990 à Nogent-sur-Marne (France), est un footballeur franco-sénégalais qui évolue au poste d'attaquant.

## Biographie

### Jeunesse
Magaye Gueye est né à Nogent-sur-Marne de parents sénégalais et commence le football à l'US Lognes. Son frère ainé Makhtar Gueye est pratiquant professionnel d'arts martiaux mixtes (MMA) et son père était un ancien footballeur.

### Parcours en club

#### RC Strasbourg
En 2002, à douze ans, il rejoint le centre de formation du Racing Club de Strasbourg après avoir été repéré par Jacky Duguépéroux. En 2008, il atteint avec l’équipe des moins de 18 ans la demi-finale de la coupe Gambardella.
Lors de la saison 2008-2009 il est promu en CFA et dispute 13 matchs pour 2 buts et 3 passes décisives. Le 30 octobre, il signe un premier contrat professionnel de 3 ans jusqu’à juin 2012. Il est promu en équipe première et porte le numéro 4. Il dispute son premier match professionnel sous les ordres de Jean-Marc Furlan en novembre 2008 lors de la 13e journée de Ligue 2 contre le RC Lens lors duquel il remplace le Brésilien Marcos (match nul 1-1).  Il est titularisé pour la première fois plusieurs mois plus tard lors de la 31e journée de nouveau contre le RC Lens.
Lors de la saison 2009-2010, il porte le numéro 8 et inscrit son premier but professionnel lors du premier match de la saison contre le FC Istres, en coupe de la Ligue (défaite 6-1). Il inscrit ensuite un but lors de chacune des 5 premières journées de Ligue 2, contre Châteauroux, Laval, Arles-Avignon, Ajaccio et Sedan. Il marque ainsi 6 buts en 6 matchs en début de saison (1 en Coupe de la Ligue et 5 en L2) ce qui lui permet d'être convoqué avec les Espoirs. Il est ensuite blessé à l’aine et ne joue pas en novembre. Après la trêve hivernale, il délivre immédiatement une passe décisive lors d’un match de coupe de France contre l’Olympique lyonnais (défaite 3-1) avant de se blesser au genou. Sa blessure le fera alors manquer six semaines. Le bilan de sa saison est très bon avec 9 buts pour 24 matchs joués.

#### Everton FC
Après seulement une seule saison complète avec le Racing Club de Strasbourg, il doit quitter son club formateur, relégué en National. Courtisé par l'Olympique lyonnais, il préfère rejoindre l'Angleterre et Everton où il signe un contrat de cinq ans et un transfert évalué à 1,4 million d'euros.
Lors de la saison 2010-2011, il dispute son premier match officiel sous les couleurs d'Everton lors du premier match de League Cup de la saison contre Huddersfield Town (victoire 5-1). Il apparaît pour la première fois en Premier League le 2 avril 2011 contre Aston Villa (match nul, 2-2) et est titularisé pour la première fois le 9 avril contre les Wolves (victoire 3-0).
En mars 2012, il est décisif lors du match rejoué des quarts de finale de FA Cup en délivrant une passe décisive lors pour l'ouverture du score par Nikica Jelavić (victoire 2-0).
Il marque son premier but pour Everton FC face a Sunderland le 9 avril 2012 lors de la 33e journée de Premier League et réalise deux passes décisives lors ce même match (victoire 4-0). Le but est inscrit d'un tir dans la surface à la suite d'un renvoi du gardien après une frappe de Leon Osman. Son entraineur David Moyes déclare alors : « J'ai trouvé Magaye impressionnant. Après un match pas acceptable contre Norwich, il a su réagir. Son énergie et ses efforts ont été au premier plan. Je suis heureux pour lui. Il s'entraîne bien, c'est un homme bien, il a un talent certain ».
Il ne joue quasiment pas lors de la première partie de saison 2012/2013, ne parvenant pas à s'imposer devant Kevin Mirallas, Steven Naismith, Victor Anichebe et Nikica Jelavić,. Il inscrit un but d'une reprise de volée sur un centre de Séamus Coleman le 29 août 2012 en League Cup contre Leyton Orient (victoire 5-0).
En fin de mercato d'hiver 2013, il est prêté au Stade brestois 29 pour cinq mois sans option d'achat.
Le 13 juin 2014, Everton annonce avoir résilié à l'amiable le contrat de Gueye.

#### Millwall FC
Le 25 juillet 2014, il s'engage pour une saison avec le Millwall FC. Le 19 août suivant, il inscrit son premier but sous ses nouvelles couleurs face à Sheffield Wednesday (1-1).

#### Adanaspor
Le 13 juillet 2015, il s'engage pour deux saisons en faveur du club turc d'Adanaspor, il choisit le numéro 93 (son département d'origine).
Le 24 avril 2016, Adanaspor est sacré champion de deuxième division turque à trois journées de la fin du championnat et accède à la Super Lig. 
Le 10 août 2016, il prolonge son contrat de 2 ans avec Adanaspor jusqu'en juin 2018.

#### Osmanlıspor
En fin de contrat avec Adanaspor, Gueye reste en Turquie en s'engageant avec Osmanlıspor.
Il inscrit dix buts et délivre six passes décisives lors de son unique saison sous le maillot du club de D2 turque.

#### Qarabağ FK
Le 16 juillet 2019, il s'engage au Qarabağ FK pour une durée de deux ans.

### En sélection nationale
Magaye Gueye débute avec l'équipe de France de moins de 16 ans, mais ne joue ni avec les moins de 17 ans ni les moins de 18 ans.
Il fait de nouveau apparition dans l'équipe de France des moins de 19 ans lors d'un tournoi au Danemark en 2009. Il participe aux qualifications pour le championnat d'Europe des moins de 19 ans et inscrit des buts contre Malte et la Lettonie. Lors de la compétition, il marque l'unique but français lors de la défaite en demi-finale contre l'Angleterre.
Le 27 août 2009, il est convoqué en équipe espoirs pour des matchs de qualification au championnat d'Europe espoirs 2011 contre la Slovénie et l'Ukraine. Il fait sa première apparition en équipe espoirs comme remplaçant à la 82e du premier buteur du match, Anthony Modeste, lors du match contre la Slovénie.
Le 12 mai 2010, il est appelé par Patrick Gonfalone dans l'équipe de France des moins de 20 ans pour participer au tournoi de Toulon. Il inscrit sur penalty le second but d'une victoire 4-1 contre le Japon.
Il dispute de nouveau 6 matchs avec l'équipe de France espoirs lors de la saison 2010-2011. Le 8 octobre 2010 il marque face à la Turquie lors d'un match de l'équipe de France espoirs.
En juin 2012, la demande de Gueye pour représenter le Sénégal en compétition internationale est acceptée. Le mois suivant, il accepte une convocation de Joseph Koto et est sélectionné dans l'équipe olympique du Sénégal pour les Jeux olympiques de Londres 2012.

## Statistiques détaillées
| Saison      | Club           | Pays       | Championnat    | Championnat | Championnat | Championnat  | Championnat  | Coupe nationale | Coupe nationale | Coupe de la Ligue | Coupe de la Ligue | Coupe d'Europe | Coupe d'Europe | Coupe d'Europe | Sélection   | Sélection | Sélection |
| Saison      | Club           | Pays       | Division       | Matchs      | Buts        | Cartons      | Cartons      | Matchs          | Buts            | Matchs            | Buts              | Type           | Matchs         | Buts           | Type        | Matchs    | Buts      |
| ----------- | -------------- | ---------- | -------------- | ----------- | ----------- | ------------ | ------------ | --------------- | --------------- | ----------------- | ----------------- | -------------- | -------------- | -------------- | ----------- | --------- | --------- |
| Saison      | Club           | Pays       | Division       | Matchs      | Buts        | Carton jaune | Carton rouge | Matchs          | Buts            | Matchs            | Buts              | Type           | Matchs         | Buts           | Type        | Matchs    | Buts      |
| 2008 - 2009 | RC Strasbourg  | France     | Ligue 2        | 3           | 0           | -            | -            | -               | -               | -                 | -                 | -              | -              | -              | -19         | 15        | 6         |
| 2009 - 2010 | RC Strasbourg  | France     | Ligue 2        | 24          | 9           | 1            | 0            | 2               | 1               | 1                 | 1                 | -              | -              | -              | -20 Espoirs | 3 2       | 1 0       |
| 2010 - 2011 | Everton FC     | Angleterre | Premier League | 5           | 0           | -            | -            | 3               | 0               | -                 | -                 | -              | -              | -              | Espoirs     | 6         | 2         |
| 2011 - 2012 | Everton FC     | Angleterre | Premier League | 16          | 1           | -            | -            | 7               | 0               | -                 | -                 | -              | -              | -              | Olympique   | 3         | 0         |
| 2012 - 2013 | Everton FC     | Angleterre | Premier League | 2           | 0           | -            | -            | 4               | 1               | -                 | -                 | -              | -              | -              | -           | -         | -         |
| 2012 - 2013 | Stade brestois | France     | Ligue 1        | 7           | 0           | -            | -            | 1               | 0               | -                 | -                 | -              | -              | -              | -           | -         | -         |
| 2013 - 2014 | Everton FC     | Angleterre | Premier League | 0           |             |              |              |                 |                 | 1                 | 1                 |                |                |                |             |           |           |
| 2014 - 2015 | Millwall FC    | Angleterre | Championship   | 32          | 5           |              |              | 4               |                 |                   |                   |                |                |                |             |           |           |
| 2015 - 2016 | Adanaspor      | Turquie    | PTT 1.Lig      | 30          | 7           |              |              | 2               |                 |                   |                   |                |                |                |             |           |           |
| 2016 - 2017 | Adanaspor      | Turquie    | Super Lig      | 18          | 6           | 2            |              | 1               |                 |                   |                   |                |                |                |             |           |           |